# 波旁-帕尔马的雨果王子
波旁-帕尔马的雨果王子（英語：Prince Hugo de Bourbon de Parme，1997年1月20日—），曾用名“雨果·克林斯特拉（Hugo Klynstra）”，是荷兰王族远支家族的一名成员，同时亦是帕尔马公爵卡洛斯亲王的非婚生子。
他是已故荷兰女王朱莉安娜陛下的第一个曾孙。由于他的非婚生子身份，他的父亲剥夺了他的头衔与家族权利；直至荷兰国务委员会在2018年做出了有利于他的裁决并授予他波旁-帕尔马的卡洛斯·雨果·罗德里克·西布伦王子殿下的称号与头衔。
尽管有了这一裁决，但他依然不属于荷兰王室或波旁-帕尔马家族的成员；同时既不属于已废除帕尔马公国公爵爵位继承顺序，也不属于西班牙王位卡洛斯世系继承顺序。

## 早年境况
卡洛斯·雨果·罗德里克·西布伦·克林斯特拉于1997年1月20日出生在荷兰海尔德兰省的奈梅亨；他的父亲是皮亚琴察亲王、波旁-帕尔马的卡洛斯王子，而他的母亲则是布丽吉特·克林斯特拉（Brigitte Klynstra）。 由于他的父母并未注册结婚，所以他直至1999年才由其母亲通过法庭确认其生父。 同时因其非婚生子身份，雨果·克林斯特拉在出生时并未获得王子头衔。 他的父亲告诉荷兰媒体，雨果的出生是由于“他母亲的愿望”和“独自决定”，因此他剥夺了他儿子所有的家族权利。
雨果·克林斯特拉的外祖母英格丽德·皮克斯玛-克林斯特拉（Ingrid Pieksma-Klynstra）是雷赫特伦-林普格伯爵阿道夫·罗德里克·恩斯特·利奥波德（Adolph Roderik Ernst Leopold）的妻子。 通过这层关系，雨果也因此是利珀亲王妃、伊森堡和比丁根的安娜公主的姻亲。 而通过他父亲的关系，雨果是帕尔马公爵卡洛斯·雨果和荷兰公主伊莲的孙子，同时也是荷兰女王朱莉安娜与利珀-比斯特费尔德亲王伯恩哈德的第一个曾孙。 并且他也是帕尔马公爵夫妇萨维里奥和玛德琳的曾孙。
2018年，在其祖父帕尔马公爵卡洛斯·雨果去世后，他的父亲成为帕尔马和皮亚琴察公爵、西班牙王位卡洛斯系的继承人及波旁-帕尔马家族族长。 同年，他的父亲与荷兰记者安娜玛丽·盖尔泰里·范·韦泽尔结婚。 根据荷兰女王贝娅特丽克丝在1996年颁布的王家法令，雨果·克林斯特拉的父亲也是荷兰王子。
因其父亲的婚姻关系，雨果·克林斯特拉与阿尔夸托堡女侯爵路易莎、贝尔切托女伯爵塞西莉亚及皮亚琴察亲王卡洛斯是同父异母的兄弟姊妹。

## 头衔纠纷
2015年，业已成年的雨果·克林斯特拉向法庭起诉，要求将自己的姓氏从母姓“克林斯特拉”改为父姓“波旁-帕尔马”并要求获得王子的王室头衔。 同时他还要求将自己列入贵族最高委员所记录的名册中；因为根据法律，贵族的非婚生子女同样有权获得其家族的头衔。 而他的父亲就其诉求也向法院提起了一系列上诉，这导致两人陷入了长期的法律斗争中。 根据其父帕尔马公爵的说法，他已经与雨果的目前达成了正式协议，他们的关系“没有附加任何条件”并且怀上雨果后也“不会有家庭纠葛”。

## 头衔称号
- 1997年1月20日—2018年2月28日：卡洛斯·雨果·罗德里克·西布伦·克林斯特拉 Carlos Hugo Roderik Sybren Klynstra
- 2018年2月28日迄今：波旁-帕尔马的卡洛斯·雨果·罗德里克·西布伦王子殿下[1][3] His Royal Highness Prince Carlos Hugo Roderik Sybren de Bourbon de Parme